# Roman Abraham
Roman Józef Abraham, poljski general, * 1891, † 1976.